# Shirakawa (Fukushima)
Shirakawa (jap. 白河市, -shi) ist eine Stadt in der Präfektur Fukushima in Japan.

## Geographie
Shirakawa liegt nördlich von Utsunomiya und Nasushiobara, und südlich von Kōriyama und Fukushima.

## Geschichte
Shirakawa besaß seit dem 13. Jahrhundert eine Burg und wurde in der Edo-Zeit zu einer Burgstadt ausgebaut, in der zuletzt eine Linie der Abe mit einem Einkommen von 100.000 Koku residierte und deren Bauten im Boshin-Krieg zerstört wurden. 
Am 1. April 1949 erhielt der Ort Stadtrecht.
Am 11. März 2011 wurde die Stadt vom Tōhoku-Erdbeben getroffen. Etwa 200 Häuser wurden vollständig oder teilweise zerstört und bis zum 20. Mai wurden 12 Tote gezählt.

## Sehenswürdigkeiten
- Burg Shirakawa-Komine

## Verkehr
- Tōhoku-Autobahn
- Nationalstraße 4
- Nationalstraßen 289 und 294

## Partnerstadt
- Compiègne, Département Oise, Frankreich (seit 1988)

## Söhne und Töchter der Stadt
- Gishū Nakayama (1900–1969), Schriftsteller
- Hideo Madarame (* 1944), Radrennfahrer
- Atsushi Fujita (* 1976), Langstreckenläufer

## Angrenzende Städte und Gemeinden
- Präfektur Fukushima
  - Nishigō
  - Tanagura
- Präfektur Tochigi
  - Nasu